# Hợp chúng quốc Indonesia
Hợp chúng quốc Indonesia (tiếng Indonesia: Republik Indonesia Serikat, RIS) là một nước cộng hòa liên bang, trong đó Hà Lan chính thức từ bỏ chủ quyền của Đông Ấn Hà Lan (trừ New Guinea thuộc Hà Lan) vào ngày 27 tháng 12 năm 1949 sau quyết định tại Hội nghị bàn tròn Hà Lan-Indonesia. Bản đệ trình này cũng chấm dứt cuộc xung đột kéo dài 4 năm giữa những người theo chủ nghĩa dân tộc Indonesia và Hà Lan về quyền kiểm soát Indonesia. Cộng hòa tồn tại chưa đầy một năm trước khi được thay thế bởi Cộng hòa Indonesia. Đồng thời, Hiến pháp liên bang năm 1949 có hiệu lực.

## Bối cảnh
Vào tháng 1 năm 1942, Nhật Bản chiếm lãnh thổ thuộc Đông Ấn Hà Lan cũ, thay thế chính quyền thực dân Hà Lan. Vào ngày 17/8/1945, hai ngày sau khi Nhật Bản đầu hàng, nhà lãnh đạo quốc gia của Cộng hòa Indonesia, Ir. Sukarno tuyên bố độc lập Indonesia. Chính phủ Hà Lan, khi thấy Sukarno và các nhà lãnh đạo Indonesia đã tuyên bố độc lập khỏi Nhật Bản, đã quyết định quay trở lại Indonesia và trả lại cho một thuộc địa. Tuy nhiên, Lực lượng Anh ở khu vực Đông Nam Á dưới thời Lord Louis Mountbatten, người chịu trách nhiệm về Đông Ấn Hà Lan, đã từ chối cho phép quân đội Hà Lan đổ bộ vào Java và Sumatra và công nhận toàn quyền của Cộng hòa Indonesia de facto. Tuy nhiên, người Hà Lan đã có thể tái khẳng định quyền kiểm soát đối với hầu hết lãnh thổ mà Hải quân Nhật Bản chiếm đóng trước đó, bao gồm Kalimantan và miền đông Indonesia.
Các cuộc thảo luận giữa Anh và Hà Lan đã dẫn đến Quyền Toàn quyền của Đông Ấn Hà Lan Hubertus van Mook, người cuối cùng đề xuất quyền tự quyết cho sự thịnh vượng chung của Indonesia. Vào tháng 7 năm 1946, Hà Lan đã tổ chức Hội nghị Malino về Sulawesi, trong đó đại diện từ Kalimantan và miền đông Indonesia ủng hộ đề xuất thành lập cộng hòa liên bang có liên kết với Hà Lan. Cộng hòa sẽ bao gồm ba yếu tố, Cộng hòa Indonesia, một nhà nước ở Kalimantan và một nhà nước dành cho Đông Indonesia. Sau đó vào ngày 15 tháng 11 - với Thỏa thuận Linggajati, trong đó Cộng hòa Indonesia tuyên bố đơn phương đồng ý với nguyên tắc của liên bang Indonesia. Hà Lan sau đó đã tổ chức Hội nghị Denpasar vào tháng 12 năm 1946, dẫn đến sự hình thành của Nhà nước Đông Indonesia, tiếp theo là một nhà nước ở Tây Kalimantan năm 1947.

## Các thực thể cấu thành
Bang Đông Indonesia được thể hiện bằng màu vàng với tên gọi Negara Indonesia Timur. Các nhà nước cấu thành khác được hiển thị màu xanh. Các thực thể cấu thành tự trị được hiển thị màu trắng. Hợp chúng quốc Indonesia bao gồm mười sáu thực thể chính: 7 bang (negara), trong đó có "Cộng hòa Indonesia" bao gồm các lãnh thổ trên đảo Java và Sumatra (tổng dân số hơn 31 triệu người); và chín vùng lãnh thổ trực tiếp cai trị (vùng đất mới, tiếng Hà Lan: neo-landschappen). Ngoài Cộng hòa Indonesia, tất cả các thực thể cấu thành này, có dân số từ 100.000 đến 11 triệu, được thành lập bởi người Hà Lan. Cũng bao gồm một số thực thể nhỏ hơn không được coi là khả thi như các thực thể chính trị khác biệt.

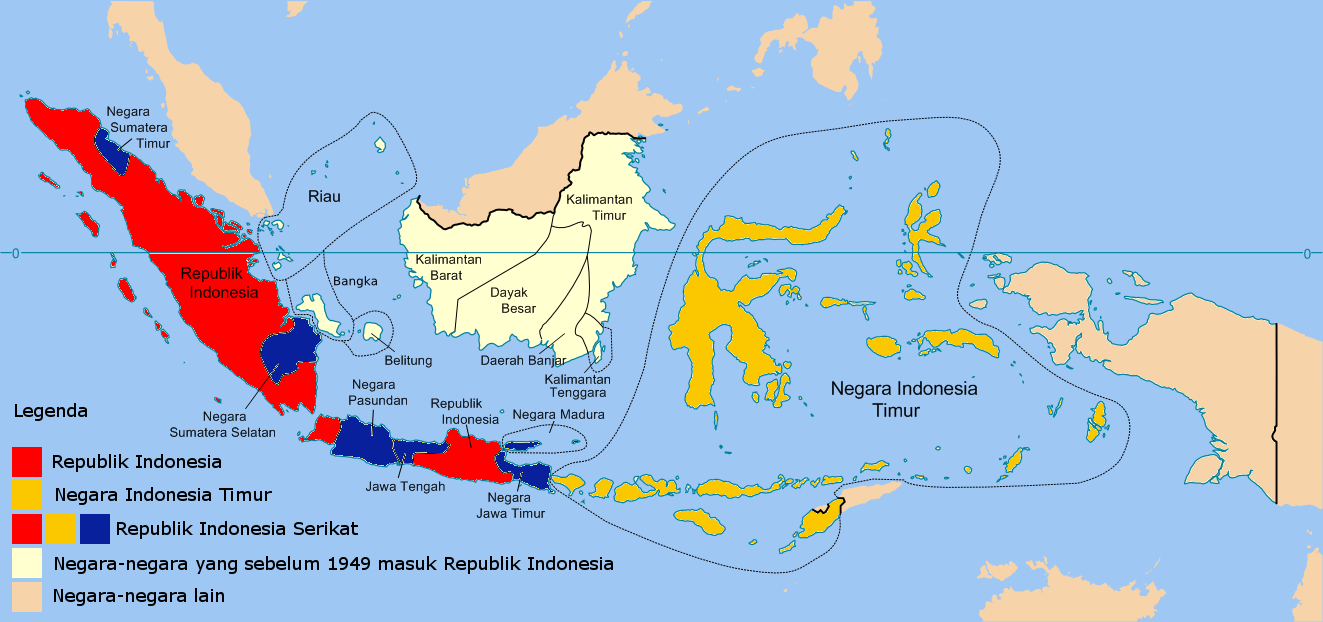
Bản đồ cộng hòa liên bang Indonesia, Hợp chúng quốc Indonesia hiển thị màu đỏ trong hình

| Cờ        | Thực thể                                                |
| --------- | ------------------------------------------------------- |
|           | Banjar                                                  |
|           | Bangka                                                  |
|           | Belitung                                                |
|           | Trung Java                                              |
|           | Đông Indonesia                                          |
|           | Đông Kalimantan (không bao gồm lãnh thổ của Kalimantan) |
|           | Đông Java                                               |
|           | Đông Sumatra                                            |
|           | Dayak Besar                                             |
|           | Madura                                                  |
|           | Pasundan                                                |
| Indonesia | Cộng hòa Indonesia (1949-1950)                          |
|           | Riau                                                    |
|           | Liên bang Đông Nam Borneo                               |
|           | Nam Sumatera                                            |
|           | Tây Kalimantan (đặc khu)                                |